# Euxoa designata
Euxoa designata är en fjärilsart som beskrevs av Brandt 1941. Euxoa designata ingår i släktet Euxoa och familjen nattflyn. Inga underarter finns listade i Catalogue of Life.